# Medaljfördelning vid olympiska sommarspelen 1908
Medaljfördelning vid olympiska sommarspelen 1908 i London.

      Värdnation (Storbritannien)
| Plac. | Land           | Guld | Silver | Brons | Totalt antal medaljer |
| ----- | -------------- | ---- | ------ | ----- | --------------------- |
| 1     | Storbritannien | 56   | 51     | 39    | 146                   |
| 2     | USA            | 23   | 12     | 12    | 47                    |
| 3     | Sverige        | 8    | 6      | 11    | 25                    |
| 4     | Frankrike      | 5    | 5      | 9     | 19                    |
| 5     | Tyskland       | 3    | 5      | 5     | 13                    |
| 6     | Ungern         | 3    | 4      | 2     | 9                     |
| 7     | Kanada         | 3    | 3      | 10    | 16                    |
| 8     | Norge          | 2    | 3      | 3     | 8                     |
| 9     | Italien        | 2    | 2      | 0     | 4                     |
| 10    | Belgien        | 1    | 5      | 2     | 8                     |
| 11    | Australasien   | 1    | 2      | 2     | 5                     |
| 12    | Ryssland       | 1    | 2      | 0     | 3                     |
| 13    | Finland        | 1    | 1      | 3     | 5                     |
| 14    | Sydafrika      | 1    | 1      | 0     | 2                     |
| 15    | Grekland       | 0    | 3      | 1     | 4                     |
| 16    | Danmark        | 0    | 2      | 3     | 5                     |
| 17    | Böhmen         | 0    | 0      | 2     | 2                     |
| 18    | Nederländerna  | 0    | 0      | 2     | 2                     |
| 19    | Österrike      | 0    | 0      | 1     | 1                     |
|       | Totalt         | 110  | 107    | 107   | 324                   |